# Oregon Route 38
Az Oregon Route 38 (OR-38) egy oregoni állami országút, amely kelet–nyugati irányban a 101-es szövetségi országút reedsporti elágazásától az Interstate 5 Anlauftól délkeletre fekvő csomópontjáig halad.
A szakasz Umpqua Highway No. 45 néven is ismert.

## Leírás
A szakasz a 101-es út Reedsport északkeleti részén található kereszteződésénél kezdődik, majd a vasúti átjárót követően az Umpqua-folyó nyugati partján halad. A pálya közvetlenül Scottsburg előtt áttér a folyó túlpartjára, majd eléri Elktont, ahol elhalad a 138-as út elágazása mellett, ezután pedig Drainbe érkezik, ahol északkeletre fordul. Az útvonal az Interstate 5 Anlauftól délkeletre fekvő csomópontjánál ér véget.